# Neufchâtel (ost)
Neufchâtel (eller Neufchâtel Coeur) er en ost, som stammer fra Neufchâtel-en-Bray, Normandiet, Frankrig. Det er en af de ældste, franskproducerede oste, idet det antages, at den kan dateres tilbage til det sjette århundrede. Den er af udseende lig Camembert, med en tør, hvid overflade, men den er mere salt og skarp i smagen. Den har en aroma og smag af svampe. Den sælges ofte i hjerteformede stykker, men findes også i andre varianter. Den modner i løbet af 8 - 10 uger. 
I 1872 skabte William Lawrence fra New York den første amerikanske flødeost ved at tilføje fløde til opskriften på Neufchâtel. Den amerikanske Neufchâtel er blødere end de fleste andre flødeoste, blandt andet fordi den indeholder ca. 33% mindre fedtstof.